# 長谷川諭
長谷川 諭（はせがわ さとし、1960年3月13日 - ）は、日本の元俳優。日本大学鶴ヶ丘高等学校卒業。
1970年〜1980年代頃までテレビドラマなどで活躍していた。本名は清水 諭。かつて所属していた事務所は「オフィス・グループ」。

## 来歴・人物
東京都杉並区出身。小学3年生の8歳のとき、自分の意志で劇団若草入り。『癲王のテラス』で舞台デビュー。1975年に歌手デビュー。これも自分の意思だったという。遠藤実作曲の「磯笛」はオリコンシングルチャート入り（88位）を果たした。
歌うことが好きで、友人とフォークソングのバンドを組んで歌っていたことがある
本名は清水諭であるが、長谷川という芸名は1976年当時既に亡くなっていた父の姓からとったものである。

## 主な出演作品

### テレビドラマ
- 大河ドラマ （NHK総合）
  - 「新・平家物語」（1972年） - 知盛
  - 「草燃える」（1979年） - 海野小太郎
- つくし誰の子（1972年 - 1975年、NTV）
- たんぽぽ 第4シリーズ（1975年、NTV）
- 野菊の墓（1975年、NHK総合）
- 明日への追跡（1976年、NHK総合） - 竹下清治
- ムー（1977年、TBS）
- 赤い絆（1977年 - 1978年、TBS） - 吉川洋一
- コメットさん  第51話「誰にも見えないお母さん」（1979年、TBS）
- 飢餓海峡（1978年、CX）
- ゆうひが丘の総理大臣（1978年 - 1979年、NTV） - 遠藤壮一
- 土曜ワイド劇場 （ANB）
  - 「復讐 ある女教師の告白」（1978年）
  - 「偽りの花嫁」（1982年）
  - 「白い肌に妖しき黒髪」（1984年）
- 阿修羅のごとく（1979年、NHK総合）
- 熱中時代・刑事編 第19話「敵ながら天晴れ！声色サギ」（1979年、NTV） - クリーニング屋の少年
- あさひが丘の大統領（1979年 - 1980年、NTV） - 山下三吉
- 大江戸捜査網 第454話「無情・巾着切りの涙」（1980年、12ch） - 伊之吉
- 熱中時代・教師編第2シリーズ  第25話「熱中先生 真剣勝負」（1980年、NTV） - 長男・哲太郎
- 太陽にほえろ! （NTV）
  - 第429話「不良少年」（1980年） - 中北進
  - 第534話「俺の拳銃が無い!」（1982年） - 野々村三郎
  - 第558話「疾走24時間」（1983年） - 杉本良平
  - 第625話「四色の電車」（1984年） - 若松文夫
- 銀河テレビ小説（NHK総合）
  - 煙が目にしみる（1981年） - 古賀一級
- 二百三高地 愛は死にますか（1981年、TBS）
- 俺はおまわり君（1981年、NTV）
- ザ・ハングマンシリーズ（ABC）
  - ザ・ハングマン 第17話「地獄へ送る世紀の大魔術」（1981年） - 松木健二
  - 新・ハングマン 第7話「少女殺しをデッチ上げる成金と刑事」（1983年） - 北郷英彦
- 気になる天使たち（1981年、CX）
- ライオン奥様劇場 / おれは亭主だ（1982年、CX）
- 木曜ゴールデンドラマ （YTV）
  - 「松本清張の喪失」（1983年）
  - 「ガラス細工の春」（1983年）
- 赤川次郎のおやすみ、テディ・ベア（1983年、TBS）
- 火曜サスペンス劇場「別宅を持つ犬」（1984年、NTV）
- 不良少女とよばれて（1984年、TBS） - 小林宏
- 月曜ドラマランド「いたずらデパートギャル・女は度胸」（1984年、CX）
- 気分は名探偵  第23話「探偵事務所は大騒動!!」（1985年、NTV）

### 映画
- 東京⇔パリ 青春の条件（1979年3月18日公開、松竹）[2]
- どですかでん（1970年10月31日公開、東宝）- 沢上次郎[2]
- 想い出のかたすみに（1975年4月26日公開、松竹）- 中学生 役
- 連合艦隊（1981年8月8日公開、東宝）- 野村飛曹

### テレビアニメ
- 冒険コロボックル（1973年 - 1974年、YTV）

### ラジオ番組
- さとしのヤング歌謡曲/さとしのロンリーナイト（1970年代-1980年代 関西放送制作が制作、ラジオ関西他全国の一部ラジオ局で放送）
- らじとぴあワールド（1989年1月 - 1993年9月、関西放送制作）

### 声優/吹き替え
- ゆかいなブレディー家（1970 - 1971) フジテレビ版　次男ブービー

## ディスコグラフィー

### シングル
| 発売日 | レーベル   | 面 | タイトル       | 作詞       | 作曲     | 編曲     |
| ------ | ---------- | -- | -------------- | ---------- | -------- | -------- |
| 1976年 | ポリドール | A  | 花がすり       | 桂春瞳     | 遠藤実   | 斉藤恒夫 |
| 1976年 | ポリドール | B  | ふるさとのひと | 菅野さほ子 | 遠藤実   | 京建輔   |
| 1976年 | ポリドール | A  | 磯笛           | 菅野さほ子 | 遠藤実   | 京建輔   |
| 1976年 | ポリドール | B  | 春への旅立ち   | 遠藤実     | 遠藤実   | 京建輔   |
| 1976年 | ポリドール | A  | 若すぎた夏     | 遠藤実     | 遠藤実   | 斉藤恒夫 |
| 1976年 | ポリドール | B  | 去年の夏       | 遠藤実     | 遠藤実   | 斉藤恒夫 |
| 1977年 | ポリドール | A  | 帰らない町     | 岩谷時子   | 筒美京平 | 高田弘   |
| 1977年 | ポリドール | B  | まごころ       | 阿久悠     | 鈴木邦彦 | 高田弘   |

### アルバム
「花がすり・磯笛」
| 発売日 | レーベル   | 面 | 曲順 | タイトル       | 作詞       | 作曲   | 編曲     |
| ------ | ---------- | -- | ---- | -------------- | ---------- | ------ | -------- |
| 1976年 | ポリドール | A  | 1    | 花がすり       | 桂春瞳     | 遠藤実 | 斉藤恒夫 |
| 1976年 | ポリドール | A  | 2    | ふたりの京都   | 菅野さほ子 | 遠藤実 | 京建輔   |
| 1976年 | ポリドール | A  | 3    | 淋しそうだね   | 水木かおる | 遠藤実 | 京建輔   |
| 1976年 | ポリドール | A  | 4    | 遠い秋の日     | 白鳥園枝   | 遠藤実 | 京建輔   |
| 1976年 | ポリドール | A  | 5    | 白いひな菊     | 水木かおる | 遠藤実 | 斉藤恒夫 |
| 1976年 | ポリドール | A  | 6    | 春への旅立ち   | 遠藤実     | 遠藤実 | 京建輔   |
| 1976年 | ポリドール | B  | 1    | 磯笛           | 菅野さほ子 | 遠藤実 | 京建輔   |
| 1976年 | ポリドール | B  | 2    | 妹に           | 白鳥園枝   | 遠藤実 | 京建輔   |
| 1976年 | ポリドール | B  | 3    | 風の中を走って | 遠藤実     | 遠藤実 | 京建輔   |
| 1976年 | ポリドール | B  | 4    | 今この愛に     | 白鳥園枝   | 遠藤実 | 京建輔   |
| 1976年 | ポリドール | B  | 5    | 野菊           | 菅野さほ子 | 遠藤実 | 京建輔   |
| 1976年 | ポリドール | B  | 6    | ふるさとのひと | 菅野さほ子 | 遠藤実 | 京建輔   |